# Roderick Strong
Chris Lindsey (* 26. Juli 1983 in Eau Claire, Wisconsin), besser bekannt unter seinem aktuellen Ringnamen Roderick Strong, ist ein US-amerikanischer Wrestler. Er steht derzeit bei All Elite Wrestling unter Vertrag, zuvor trat er sechs Jahre bei WWE auf. Einer seiner bisher größten Erfolge war der Erhalt des ROH-World-Titels.

## Karriere
Anfänge in der National Wrestling Alliance
Lindsey hatte ein Football-Stipendium an der University of South Florida und studierte Betriebswirtschaft, brach das Studium aber zugunsten des Wrestlings ab. Er begann bei der National Wrestling Alliance mit dem Wrestling, wo er am 2. Februar 2002 als Roderick Strong bei NWA Wildside debütierte. In der Folgezeit trat er als Einzelwrestler und zusammen mit Sedrick Strong als The Strong Brothers auf. Bereits 2003 trat Lindsey das erste Mal bei Ring of Honor (kurz ROH) auf. Seinen ersten Titel, den NWA-Florida-X-Division-Titel, gewann Lindsey bei NWA Florida.
Independent
Seit 2004 tritt Lindsey vor allem in der unabhängigen Wrestling-Szene auf. So wurde er regelmäßig bei Ring of Honor und der wesensverwandte Promotion Full Impact Pro (FIP) verpflichtet. Bei RoH bildete Lindsey mit Alex Shelley, Austin Aries, Jack Evans und Matt Sydal das Stable „Generation Next“. Mit Austin Aries gewann Lindsey am 17. Dezember 2005 die RoH-World-Tag-Team-Titel und bei FIP konnte Lindsey im November 2006 noch den FIP-World-Heavyweight-Titel erringen.
Zwischen 2004 und 2006 trat Lindsey auch mehrfach bei TNA auf und bekam dort auch 2005 einen längerfristigen Vertrag angeboten, der allerdings 2006 vorzeitig aufgelöst wurde.
Ende 2005 trat Lindsey das erste Mal in Japan, bei Dragon Gate, auf und Anfang 2006 trat Lindsey das erste Mal in Europa auf, als er bei einer Veranstaltung von One Pro Wrestling teilnahm. Im September 2006 trat Lindsey dann bei der deutschen Wrestling-Promotion German Stampede Wrestling auf. Nachdem Titelverlust der RoH-World-Tag-Team-Titel im September 2006 bestritt Lindsey eine Fehde gegen seinen ehemaligen Partner Aries. Im Verlauf dieser Fehde bildete Lindsey gemeinsam mit Davey Richards und Rocky Romero das Stable „No Remorse Corps“. Mit diesem fehdete Lindsey gegen Aries und dessen Stable „Resilience“ (bestehend aus Erick Stevens und Matt Cross).
Anfang 2008 begann Lindsey zusammen mit Brent Albright, Erick Stevens, Ace Steel und Jay Briscoe eine Fehde gegen Larry Sweeney und dessen Gruppierung „Sweet 'n' Sour Inc.“. Sweeney verkündete, er wolle nun RoH übernehmen. Diese Fehde endete am 31. Januar 2009 bei „RoH Caged Collision“ in einem Steel-Cage-Match, das Lindsey und seine Verbündeten gewannen.
Im Juli 2010 wurde Lindsey Hauptherausforderer auf den ROH-World-Titel. Am 11. September 2010 konnte Lindsey bei ROH Glory By Honor IX den Titel von Tyler Black gewinnen, verlor ihn aber an Eddie Edwards am 19. März 2011. Bei Showdown in the Sun am 31. März 2012 besiegte er Jay Lethal und gewann die ROH World Television Championship. Diesen Titel verlor er am 29. Juni 2012 an Adam Cole.
NXT, NXT Tag Team Champion und NXT North American Champion

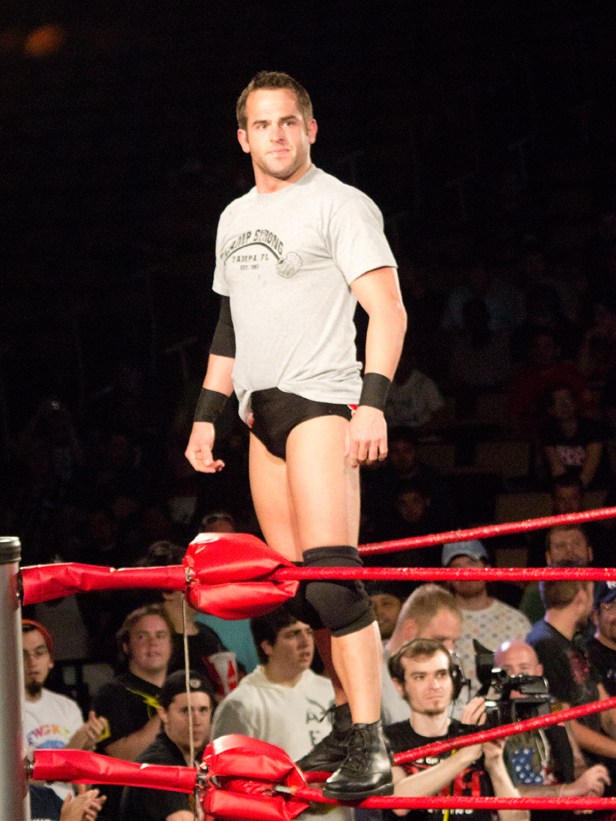
Roderick Strong, 2012

Strong gab sein NXT-Debüt am 19. Oktober 2016 einer Folge von NXT als Austin Aries 'Partner im zweiten Dusty Rhodes Tag Team Classic-Turnier und besiegte Otis Dozovic und Tucker Knight. Am 25. Oktober 2016 kündigte WWE Strong offiziell als Teil der jüngsten Gruppe von Rekruten an, die dem WWE Performance Center beitreten. In der NXT-Folge vom 14. Dezember besiegte Strong Elias Samson und trat damit in ein verhängnisvolles Fatal Four Way Match ein, um einen neuen Champion auf die NXT Championship zu ermitteln, jedoch scheiterte er. Strong besiegte Andrade „Cien“ Almas bei NXT TakeOver: San Antonio in seinem ersten TakeOver-Auftritt.
Strong begann dann eine Rivalität mit der Fraktion SAnitY, nachdem er Tye Dillinger und No Way Jose zu Hilfe kam, die ebenfalls gegen die Gruppe kämpften. Bei NXT TakeOver: Orlando hat sich Strong mit Dillinger, Ruby Riott und Kassius Ohno zusammengetan anstelle von No Way Jose, der früher in der Nacht angegriffen worden war, um SAnitY in einem Eight Person Mixed Tag Team Match zu besiegen. Am 20. Mai bei NXT TakeOver: Chicago besiegte Strong Eric Young und gab Young seinen ersten Pinfall Verlust in NXT. In der NXT-Folge vom 5. Juli forderte Strong Bobby Roode für die NXT Championship heraus, verlor aber das Match. Nachdem Drew McIntyre die NXT Championship von Roode bei NXT TakeOver: Brooklyn III gewonnen hatte, besiegte Strong Roode in der NXT-Folge vom 30. August.
Strong trat mit The Undisputed Era Adam Cole, Bobby Fish und Kyle O’Reilly in ein Team ein. Wochenlang versuchte das Trio Strong zu rekrutieren, um sich der Gruppe anzuschließen und NXT zu überrennen. Während eines Matches zwischen SAnitY und The Authors of Pain in der NXT-Folge vom 1. November mischte sich The Undisputed Era ein und ließ das Match ohne Resultat enden. Strong betrat den Kampf und zog eine unbestrittene Ära-Armbinde heraus, die sich der Gruppe anscheinend anschloss. Strong griff die drei jedoch an und räumte den Ring neben The Authors of Pain. General Manager William Regal tauchte auf der Rampe auf und kündigte ein War Games Match für NXT TakeOver: WarGames an.
In der Folge vom 30. Januar 2018 von 205 Live gab Drake Maverick, 205 Live General Manager, das WWE Cruiserweight Championship-Turnier 2018 bekannt. Strong wurde später als Teilnehmer des Turniers bekannt gegeben, bei dem er Kenta Kobayashi in der ersten Runde und Kalisto im Viertelfinale am 6. und 27. Februar besiegen würde, bevor er im Halbfinale von Cedric Alexander besiegt wurde. Finale am 13. März Folge von 205 Live.
Bei NXT TakeOver: New Orleans wandte sich Strong während des Matches um die NXT Tag Team Championship und die Dusty Rhodes Tag Team Classic-Trophäe gegen seinen Partner Pete Dunne und schloss sich der unbestrittenen Ära an seine WWE-Karriere. Am nächsten Morgen bei WrestleMania Axxess verteidigte Strong zusammen mit O’Reilly die NXT Tag Team Championship und wurde nach der Freebird-Regel zu einem der Champions. Bei The Greatest Royal Rumble, Strong nahm an dem gleichnamigen Match teil, nahm an # 34 teil und eliminierte Rhyno, bevor er von Baron Corbin eliminiert wurde. [60]
Bei NXT TakeOver: Chicago II besiegten O’Reilly und Strong Danny Burch und Oney Lorcan, um die NXT Tag Team Championship zu behalten. Am zweiten Tag des WWE United Kingdom Championship Tournament haben O’Reilly und Strong die NXT Tag Team Championship gegen Moustache Mountain Tyler Bate & Trent Seven verloren. Jedoch errangen sie sich die Titel 2 Tage wieder später zurück bei einer NXT Ausgabe und wurden somit zum zweiten Mal die NXT Tag Team Champions. Die Regentschaft hielt auch nochmal 219 Tage und verloren die Titel dann schließlich an die The Viking Raiders Erik und Ivar am 26. Januar 2019 bei NXT TakeOver: Phoenix. Am 1. Juni 2019 bestritt Strong ein Singles Match gegen Matt Riddle bei NXT TakeOver: XXV, dieses Match verlor er jedoch.
Am 18. September 2019 gewann er die NXT North American Championship von The Velveteen Dream. Am 23. November 2019 bestritt er zusammen mit seinen Undisputed ERA Kollegen bei NXT TakeOver: WarGames III ein War Games Match gegen Tommaso Ciampa, Keith Lee, Dominik Dijakovic und Kevin Owens. Dieses Match verlor er. Am 24. November 2019 bestritt er bei WWE Survivor Series ein Triple Threat Match gegen Shinsuke Nakamura und AJ Styles, dieses Match gewann er. Am 22. Januar 2020 verlor er nach 126 Tagen Regentschaft den NXT North American Championship gegen Keith Lee.
Bei NXT TakeOver: WarGames IV am 6. Dezember 2020, bestritt er zusammen mit seinen Undisputed Era Kollegen ein War Games-Match, dieses gewannen sie. Am 24. Februar 2021 trennte sich das Stable. Nach der Trennung verschwand er aus den TV Shows und kehrte am 22. Juni 2021 zurück. Hier enthüllte er das Stable The Diamond Mine. Am 21. September 2021 gewann er den NXT Cruiserweight Championship, hierfür besiegte er Kushida. Am 4. Januar 2022 verlor er ein Match gegen Carmelo Hayes und sein Titel wurde dann anschließend mit der NXT North American Championship vereinigt.

## Erfolge

### Titel
- All Elite Wrestling

- 1× AEW International Championship aktuell

- World Wrestling Entertainment

- 2× NXT Tag Team Championship (mit Kyle O’Reilly und Bobby Fish)
- 1× NXT North American Championship
- 1× NXT Cruiserweight Championship

- Ring of Honor

- 1× ROH World Champion
- 1× ROH World Tag Team Champion (mit Austin Aries als Generation Next)
- 1× ROH World Television Championship

- Full Impact Pro

- 2× FIP World Heavyweight Champion
- 1× FIP Tag Team Champion (mit Erick Stevens)

- IWA East Coast

- 1× IWA East Coast Heavyweight Champion

- Pro Wrestling Guerrilla

- 3× PWG World Tag Team Champion (1× mit Davey Richards, 1× mit PAC und 1× mit Jack Evans)
- 1× PWG World Champion

- NWA Florida

- 2× NWA Florida X-Division Champion

### Auszeichnungen
- Wrestling Observer

- Platz 1 Most Improved (2005)

- Pro Wrestling Illustrated

- Nummer 29 der Top 500 Wrestler in der PWI 500 im Jahr 2020

## Sonstiges
Seinen Spitznamen „Messiah of the Backbreaker“ erhielt Lindsey, weil dieser die Wrestling-Aktion des Backbreakers um weitere zwanzig Variationen ergänzte.